# Rhabdomastix (Rhabdomastix) vittithorax
Rhabdomastix (Rhabdomastix) vittithorax is een tweevleugelige uit de familie steltmuggen (Limoniidae). De soort komt voor in het Australaziatisch gebied.